# هربرت فردمن
هربرت فردمن (انگلیسی: Herbert Friedmann; ۲۲ آوریل ۱۹۰۰ – ۱۴ مهٔ ۱۹۸۷) دانشمند در زمینه اهل ایالات متحده آمریکا بود.
وی همچنین برندهٔ جوایزی همچون کمک‌هزینه گوگنهایم شده‌است.